# Macrobrachium spinosum
Macrobrachium spinosum is een garnalensoort uit de familie van de Palaemonidae. De wetenschappelijke naam van de soort is voor het eerst geldig gepubliceerd in 2001 door Cai & Ng.